# Empires (Alicja Szemplińska)
Empires è un singolo della cantante polacca Alicja Szemplińska, pubblicato il 23 febbraio 2020 su etichetta discografica Universal Music Polska.
Scritto da Patryk Kumór, Dominic Buczkowski-Wojtaszek, Laurell Barker e Frazer Mac, il brano ha vinto Szansa na sukces - Eurowizja 2020, guadagnando il diritto a rappresentare la Polonia all'Eurovision Song Contest 2020 a Rotterdam, nei Paesi Bassi.

## Tracce
1. Empires – 3:06